# Osiedle Północ I
Północ I – osiedle mieszkaniowe w Ełku. Od północy poprzez ulicę Sikorskiego graniczy z osiedlem Północ II, od południa z osiedlem Centrum, od wschodu z Zatorzem, a od zachodu z Jeziorem Ełckim. Większość zabudowy osiedla stanowią blokowiska. Osiedle jest ponadto największym skupiskiem obiektów sportowych i rekreacyjnych w mieście.

## Budowa osiedla
Osiedle powstało w 1972 roku, kiedy Spółdzielnia Mieszkaniowa "Świt" w Ełku zapoczątkowała budowę bloków mieszkalnych pomiędzy ulicami Mickiewicza (na południu) oraz obecną Sikorskiego (na północy). Na osiedlu powstały trzy pierwsze w mieście średniowysokie bloki. Ponadto powstało kilkanaście trzy- i czterokondygnacyjnych bloków zlokalizowanych na niemal całej powierzchni osiedla, oprócz istniejących już wcześniej pojedynczych kamienic i domów, położonych przede wszystkim przy ulicach Gdańskiej, Gizewiusza i Piłsudskiego. W 1974 roku oddano do użytku budynek Szkoły Podstawowej nr 4. Główną część budowy osiedla zakończono w 1979 roku. W 1987 otwarto Ośrodek Sportów Wodnych przy ul. Grunwaldzkiej. W 1991 z Parafii Najświętszego Serca Pana Jezusa wydzielono Parafię św. Jana Apostoła i Ewangelisty. W 1996 roku ukończono budowę kaplicy. 12 stycznia 2000 roku oddano do użytku pływalnię przy ul. Sikorskiego. W latach 2009–2012 zmodernizowany został Stadion Miejski. W 2013 roku przy Szkole Podstawowej nr 4 zakończono budowę ostatniego w Ełku, ale pierwszego na osiedlu kompleksu boisk Orlik 2012.

## Obiekty sportowe i rekreacyjne
- Stadion Miejski wraz z przyległymi kortami tenisowymi, boiskami ze sztuczną nawierzchnią do gry w piłkę nożną, koszykówkę, siatkówkę i piłkę ręczną, polem do minigolfa i sztucznym lodowiskiem otwartym zimą
- Park Wodny
- Międzyszkolny Ośrodek Sportowy w Ełku umożliwiający uprawianie żeglarstwa i wioślarstwa wraz z przyległym boiskiem koszykarskim
- Kompleks sportowy "Moje Boisko - Orlik 2012" przy Szkole Podstawowej nr 4 im. Władysława Szafera

Ponadto przez kilka lat pierwszej dekady XX wieku w bezpośrednim sąsiedztwie stadionu oraz pływalni miejskiej mieścił się skate park.

## Placówki edukacyjne
- Publiczna Szkoła Podstawowa nr 4 im. Władysława Szafera
- Wyższa Szkoła Finansów i Zarządzania w Białymstoku, Filia w Ełku

## Inne obiekty
- Kościół św. Jana Apostoła
- Cerkiew Świętych Apostołów Piotra i Pawła
- Night Club Kokopelli
- Najdłuższy blok w Ełku przy ul. Sikorskiego 8

## Ulice
- ul. Gdańska
- ul. Gustawa Gizewiusza
- ul. Grunwaldzka
- ul. Władysława Jagiełły
- ul. Marii Konopnickiej
- ul. Marszałka Józefa Piłsudskiego
- ul. Władysława Sikorskiego
- ul. Profesora Władysława Szafera
- ul. Toruńska
- ul. Wojska Polskiego